# I grandi successi (I Trilli)
I grandi successi è un album del gruppo I Trilli pubblicato nel 1996 dalla Duck Record. L'album è interpretato dal solo Giuseppe Deliperi, detto Pucci.

## Tracce
1. Trilli Trilli (Anonimo, Darini)
2. Piccon, dagghe cianin! (Pesce, De Santis)
3. Comme t'è bella Zena (De Scalzi)
4. Canson de Cheullia (Margutti, Cappello)
5. Foxe de Zena (Piccone)
6. Cià cià cià (Deliperi, Delfino)
7. Vico drito Pontexello (De Scalzi, Deliperi)
8. Senza moae (Isopiro)
9. L'ultimo tango (Merli, Zullo)
10. Olidin olidena (De Scalzi, Merli)
11. Vico Scuu (Deliperi, Delfino)
12. Saluta Zena (Antola, Anselmi)
13. Gia e regia (Deliperi, Delfino)
14. A'lea unn-a figgetta (Merli, Darini)